# Городцовское княжество
Городцовское или Городеньское княжество — удельное западнорусское княжество в составе Полоцкой земли, с центром в городе Городец.

## История
В 1159 году друцкий князь Рогволод Борисович овладел Полоцком, выгнав княжившего там Ростислава Глебовича. После этого Рогволод попытался подчинить себе другие полоцкие земли. Наибольшее сопротивление ему оказал брат Ростислава, Володарь Глебович, укрепившийся в 1159 году в Городце. В 1162 году Рогволод осадил Городец, однако, по сообщению Ипатьевской летописи, Володарь ночью с помощью литовцев предпринял вылазку из города и разбил армию Рогволода, который бежал в Слуцк, а оттуда в Друцк. После смерти брата в 1165 году Володарь сменил его в Минске.

## Локализация
Точная локализация княжества неизвестна.
В источниках стольный город также упоминается как «Городен» и «Городно». «Трубы трубят городеньскии», пишет автор «Слова о полку Игореве», вслед за гибелью Изяслава Васильковича, который был «притрепан литовскыми мечи». Поэтому Тихомиров М. Н. и Лихачёв Д. С. видели в Городце Гродно (см. Городенское княжество).
По другим версиям, первоначально территория княжества входила в состав Минского или Изяславского княжества. В. Е. Данилевич помещает Городец в северо-западную часть Полоцкой земли, на границе с Литвой. Алексеев отождествлял Городец либо с современной Городеей (к северо-западу от Несвижа), либо с Городищем к северу от Барановичей. Некоторые исследователи локализируют его в Городке, Молодечненского района.

## Городцовские князья
- 1159 — ок. 1165: Володарь Глебович (ум. после 1167), князь Минский в 1151—1159 и 1165—1167, Городецкий 1159—1165, Полоцкий 1167
- до 1185 года: Изяслав Василькович (ум. до 1185), князь Городецкий